# Peter Lüssi (componist)
Peter Lüssi (Uster, 24 januari 1954) is een Zwitsers componist, dirigent, trompettist, muziekuitgever en onderwijzer. 

## Levensloop
Lüssi studeerde aanvankelijk pedagogiek en behaalde zijn diploma als onderwijzer voor openbare scholen. Van 1975 tot 1985 was hij leraar in het basisonderwijs in de gemeente Arth. Naast deze werkzaamheid had hij een grote passie voor muziek. Als militaire trompettist studeerde hij aan de muziekacademie in Zürich en behaalde zijn diploma als HaFa-dirigent. Vervolgens werd hij directeur van de muziekschool in de gemeente Arth en was tegelijkertijd docent aan het onderwijzerseminaar (onderwijzeropleiding) in Rickenbach en aan de Kantonsschool "Kollegium Schwyz". 
Hij was dirigent van de Musikverein Goldau, van de Feldmusik Baar en van de Feldmusik Schwyz (1996-2006).
In 1985 richtte hij een eigen muziekuitgeverij, de Da Capo-Blasmusikverlag op. Later werd aan dit bedrijf de da capo music Recording-Studios aangesloten. Lüssi is verder sinds 1993 uitgever en auteur van de Zwitserse blaasmuziek-literatuur raadpleger. Als componist schrijft hij voor harmonieorkest en heel recent ook musicals.

## Composities

### Werken voor harmonieorkest
- 1977 Maritim
- 1980 Tempi Passati (Seebner Marsch)
- 1981 Gassa Suto
- 1981 Mit Takt
- 1982 Marsch Gebirgs Infanterie Regiment 29
- 1982 Unser Major
- 1983 Hoch zu Pferd
- 1983 Obfelder Musikanten
- 1985 Marschparade
- 1985 Züricher Artillerie Marsch
- 1986 Huser Musikant
- 1986 Jubiloso
- 1986 Oberst Kaspar Hürlimann Marsch
- 1987 Jubiläumsmarsch im traditionellen Stil
- 1987 Red Gold
- 1987 Rigi-Jubiläumsmarsch
- 1987 Schwyzer Musikanten
- 2006 Bergsturzmusik
- 2007 Singfestival-Marsch
- 2012 Gruss an Rothenthurm
- Anmin-Polka
- Baarer Marsch
- Bamballazzo!
- Capricieux, schetsen
- Feierliches Bläserstück
- Fingerbeisser-Polka
- Follow Me
- Guet im Schuss
- Jubilee
- Kirschstängeli-Marsch
- La belle Française
- Little Episode for Winds
- Lugano in Festa
- Muotathaler Hochzeit
- Omnibus Serviendo
- Peter Eichler Marsch
- Pfaffen-Polka
- Piccole Danze Ticinesi
- Premium
- Rigitüfel
- Swing'n'Blues
- Swiss Folk Tunes
- Swiss-Knife-Rag
- Säuliämtler-Polka
- Tanz der Nüssler
- Thun '94
- Top Level[3]
- Vicino alla Moesa
- Vivat
- Walchwiler Marsch
- Wilhelm Schmidlin Marsch
- Zuger Beresina Marsch
- Ämmitaler Rösslifahrt

### Muziektheater

#### Musicals
- 2003 Tierpark, kindermusical - libretto: Ruedi Schorno
- 2005 Cococicimaka, musical voor vocale solisten, kinderkoor en harmonieorkest[4] - première: 16 december 2005 MythenForum Schwyz
- 2006 Abbruch, Ufbruch, kindermusical voor kinderkoor en harmonieorkest - libretto: Ruedi Schorno